# Triepeolus georgicus
Triepeolus georgicus är en biart som beskrevs av Mitchell 1962. Triepeolus georgicus ingår i släktet Triepeolus och familjen långtungebin. Inga underarter finns listade i Catalogue of Life.